# 鈴木ともこ
鈴木 ともこ（すずき ともこ、1977年11月1日 - ）は日本のエッセイスト、漫画家。

## 人物
東京都出身。両親と弟がいる。小学4年生から中学2年生まで家庭の事情でロンドンに在住した経験を持つ。帰国後は東京都立国際高等学校を経て日本大学藝術学部卒業。
大学卒業後にポプラ社に入社し、単行本編集者として活動。ポプラ社退職後、執筆活動を開始。主に夫や山ガールの友人と日本の山に登っていて、その山行記録をコミックエッセイとして著作を発表。また山岳ジャーナリストとしてテレビ出演する機会もある。
身長182cmの夫と結婚（鈴木は148cm。）し、2010年に息子を出産。2011年6月、長野県松本市へ移住。

## 主な登山記録
- 高尾山
- 木曽駒ヶ岳
- 立山
- 至仏山（尾瀬）
- 鎌倉アルプス
- 富士山
- 塔ノ岳
- 草津白根山
- 燕岳
- 大天井岳
- 常念岳
- 天狗岳
- 宮之浦岳・縄文杉
- 槍ヶ岳
- マウナ・ケア
- マウナ・ロア

## 作品リスト

### 書籍
- 『しあわせの記念日 ―世界一すてきな結婚式のつくり方』　堀川波との共著、ポプラ社、2005年3月、ISBN 978-4591085493
- 『強気な小心者ちゃん』　メディアファクトリー、2005年4月、ISBN 978-4840112437
- 『Smile days ―今日を楽しむ、小さなアイデア』　大和書房、2005年5月、ISBN 978-4479761365
- 『強気な小心者ちゃん2 』　メディアファクトリー、2006年2月、ISBN 978-4840114912
- 『だれかとどこかへ ―東京お散歩案内-』　 祥伝社、2006年5月、ISBN 978-4396410964
- 『LOVEゲット55(ゴーゴー)！ ―運命の人と、いい恋愛をする方法』　PHP研究所、2007年9月、ISBN 978-4569693934
- 『強気な小心者ちゃん リターンズ！』　メディアファクトリー、2008年1月、ISBN 978-4840121088
- 『ふつうの会社とパンチパーマ』　ヴィレッジブックス、2008年4月、ISBN 978-4863320017
- 『あした元気になあれ―マイナスの気持ちをリセットする36の言葉』　主婦の友社、2009年3月、ISBN 978-4072658277
- 『山登りはじめました　めざせ！富士山編』　メディアファクトリー、2009年6月、ISBN 978-4840128179
- 『山登りはじめました2　いくぞ！屋久島編』　メディアファクトリー、2011年3月、ISBN 978-4040666907
- 『山とハワイ　上: 登れ！世界最大の山 ハワイ島篇』　新潮社、2022年10月、ISBN 978-4103548317
- 『山とハワイ　下: 行け！断崖秘境のビーチ カウアイ＆オアフ島篇』　新潮社、2022年10月、ISBN 978-4103548324

### イラストを担当した書籍
- 『くせもの英単語帳』　佐久間治（著）、小学館、2006年7月、ISBN 978-4095110035
- 『面白いほど人を見抜ける「血液型」の本 ―思わずドキッとする“人間分析”』　長田時彦（著）、三笠書房、ISBN 978-4837963745
- 『田部井淳子のあんしん！たのしい！山歩きお悩み解決BOOK・NHK「趣味悠々」山で元気に！　田部井淳子の登山入門』　田部井淳子（著）、毎日コミュニケーションズ、2010年6月、ISBN 978-4839935948
- 『しま山100選 登山で見つける、新しい島の魅力』　モンベルブックス（編）、選定会議委員も担当、2017年8月、ISBN 978-4990806743

### 編集を担当した主な書籍
- 『ちいさな声 ―パパとあなたの影ぼうし』　こんのひとみ（著）、ポプラ社、2001年10月、ISBN 978-4591069585
- 『ねえねえなにかうの』　かこさとし（著）、ポプラ社、2002年5月、ISBN 978-4591072400
- 『わたしはあなたのこんなところが好き。』　堀川波（著）、ポプラ社、2002年8月、ISBN 978-4591073339
- 『絵描きの植田さん』　いしいしんじ（著）、ポプラ社、2003年12月、ISBN 978-4591078525

### 連載記事
- 『鈴木ともこの山モノ手帖（第11回）』　（『ランドネ 2011年 04月号』　エイ出版社、2011年2月、ASIN B004LY60ZU）

## 出演

### テレビ
- 地球アゴラ - NHK BS1（2011年10月8日）
- ずくだせテレビ - 信越放送 （2016年10月 - コメンテーター、不定期で出演)
- にっぽん百名山 スペシャル 「カスタマイズ登山で初夏を満喫！」- NHK BS4K（2022年5月27日）

### ラジオ
- モーニングワイド ラジオJ - 信越放送 (2022年10月31日)[1]